# Kanton Thourotte
Thourotte is een kanton in Frankrijk. Het kanton werd gevormd bij decreet van 20 februari 2014, met uitwerking in maart 2015.
Kanton Thourotte omvat de volgende gemeenten: 
1. Thourotte
2. Amy
3. Avricourt
4. Bailly
5. Beaulieu-les-Fontaines
6. Cambronne-lès-Ribécourt
7. Candor
8. Cannectancourt
9. Canny-sur-Matz
10. Chevincourt
11. Chiry-Ourscamp
12. Crapeaumesnil
13. Cuy
14. Dives
15. Écuvilly
16. Élincourt-Sainte-Marguerite
17. Évricourt
18. Fresnières
19. Gury
20. Laberlière
21. Lagny
22. Lassigny
23. Le Plessis-Brion
24. Longueil-Annel
25. Machemont
26. Marest-sur-Matz
27. Mareuil-la-Motte
28. Margny-aux-Cerises
29. Mélicocq
30. Montmacq
31. Ognolles
32. Pimprez
33. Plessis-de-Roye
34. Ribécourt-Dreslincourt
35. Roye-sur-Matz
36. Saint-Léger-aux-Bois
37. Solente
38. Thiescourt
39. Tracy-le-Val
40. Vandélicourt